# Kelurahan Ceger
Kelurahan Ceger är en administrativ by i Indonesien.   Den ligger i provinsen Jakarta, i den västra delen av landet. Huvudstaden Jakarta ligger i Kelurahan Ceger. Kelurahan Ceger ligger vid sjön Rawa Segaran.